# Кацбахское сельское поселение
Кацбахское се́льское поселе́ние — муниципальное образование в Кизильском районе Челябинской области Российской Федерации. В рамках административно-территориального устройства муниципальное образование  соответствует административно-территориальной единице Кацбахский сельсовет.
Административный центр — посёлок Кацбахский.

## История
Статус и границы сельского поселения установлены Законом Челябинской области от 17 сентября 2004 года № 276-ЗО «О статусе и границах Кизильского муниципального района и сельских поселений в его составе»

## Население
| 2002 | 2010 | 2011 | 2012 | 2013 | 2014 | 2015 |
| ---- | ---- | ---- | ---- | ---- | ---- | ---- |
| 1094 | ↘978 | ↘976 | ↘966 | ↘927 | ↘899 | ↘873 |
| 2016 | 2017 | 2018 | 2019 | 2020 | 2021 |      |
| ↘846 | ↘832 | ↘821 | ↘789 | ↘757 | ↘740 |      |

## Состав сельского поселения
| № | Населённый пункт | Тип населённого пункта          | Население |
| - | ---------------- | ------------------------------- | --------- |
| 1 | Заря             | посёлок                         | ↘83       |
| 2 | Кацбахский       | посёлок, административный центр | ↘844      |
| 3 | Свет             | посёлок                         | ↘51       |